# Needcompany
 (décembre 2022).
Si vous disposez d'ouvrages ou d'articles de référence ou si vous connaissez des sites web de qualité traitant du thème abordé ici, merci de compléter l'article en donnant les références utiles à sa vérifiabilité et en les liant à la section « Notes et références ».

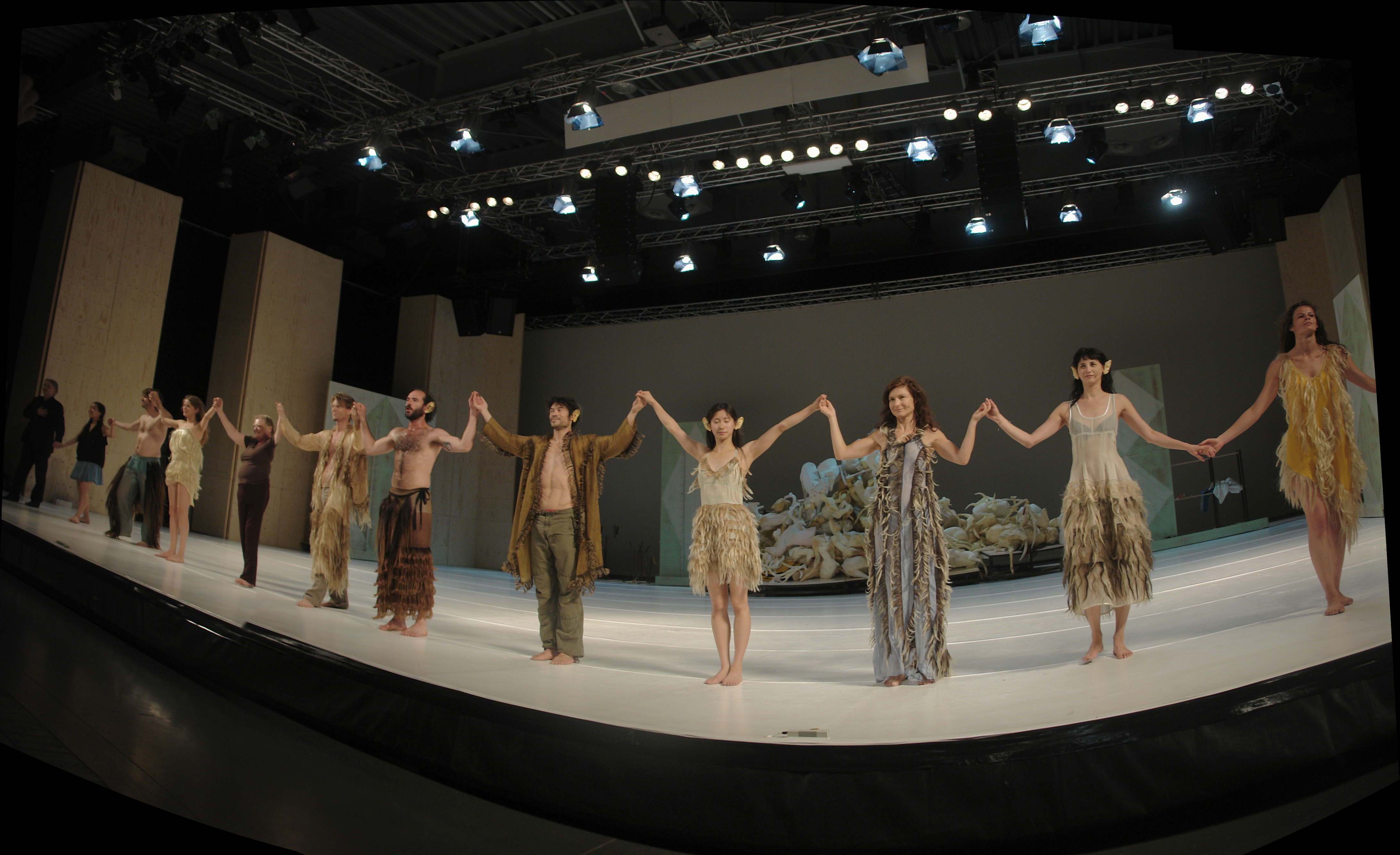
Needcompany après une représentation de la pièce La Maison des cerfs à Poznań en 2010.

Needcompany est une troupe belge de performance qui, depuis sa création en [Quand ?], s’est positionnée explicitement comme une compagnie internationale, multilingue et multidisciplinaire. En vingt ans, Needcompany a créé de nombreuses productions théâtrales qui ont fait le tour du monde.

## Historique
Jan Lauwers, fondateur et directeur artistique de Needcompany, a toujours pratiqué plusieurs disciplines. Même s’il s’est surtout fait connaître au travers de ses créations théâtrales, il a toujours fait alterner, dans son travail artistique, la création avec un groupe de gens (« I need company ») et la création dans la solitude de son atelier, où il se concentre sur ses œuvres plastiques et sur l’écriture de textes qui sont souvent destinés au théâtre. En outre, Jan Lauwers et Needcompany ont réalisé plusieurs projets vidéo et un film long métrage.
Depuis 1992, Grace Ellen Barkey, qui fait partie de la compagnie depuis sa création, monte ses propres productions sous les auspices de Needcompany. Celles-ci se situent à l’intersection entre le théâtre, la danse, la performance et l’art plastique.
Ces deux artistes constituent le noyau central de Needcompany.
Le groupe d'artistes de scène qu’a rassemblé Jan Lauwers ces dernières années est unique par sa polyvalence. Le fait de beaucoup créer, jouer et voyager ensemble fait naître « on the road » des projets annexes. Needcompany est devenu un groupe de haut niveau dans divers domaines[évasif]. Needcompany prend de plus en plus les proportions d’une entreprise, dans laquelle s’opère clairement un élargissement qui s’est développé de façon organique de l’intérieur, à partir du noyau de l’organisation.

## Œuvres théâtrales
- 1987 : Need to Know
- 1989 : ça va
- 1990 : Julius Caesar
- 1991 : Invictos
- 1992 : Antonius und Kleopatra
- 1992 : SCHADE/schade
- 1993 : Orfeo, opéra de Walter Hus
- 1994 : The Snakesong Trilogy - Snakesong/Le Voyeur
- 1995 : The Snakesong Trilogy - Snakesong/Le Pouvoir (Leda)
- 1996 : Needcompany's Macbeth
- 1996 : The Snakesong Trilogy - Snakesong/Le Désir
- 1997 : Caligula, No beauty for me there, where human life is rare, part one
- 1998 : The Snakesong Trilogy, version adaptée avec musique live
- 1999 : Morning Song, No beauty for me there, where human life is rare, part two
- 2000 : Needcompany’s King Lear
- 2000 : DeaDDogsDon'tDance/ DjamesDjoyceDeaD
- 2001 : Ein Sturm
- 2002 : Images of Affection
- 2003 : No Comment
- 2004 : La chambre d'Isabella
- 2006 : La Poursuite du Vent
- 2006 : Le Bazar du Homard
- 2008 : La Maison des cerfs

## Films
Courts métrages
- 1988 : From Alexandria
- 1995 : Mangia
- 2000 : Sampled Images
- 2003 : C-Song 01
- 2006 : C-Songs – The Lobster Shop

Longs métrages
- 2002 : Goldfish Game

## Divers
- The Unauthorized Portrait par Nico Leunen

## Spectacles de Grace Ellen Barkey
- 1992 : One
- 1993 : Don Quijote
- 1995 : Tres
- 1997 : Stories (histoires/verhalen)
- 1998 : Rood Red Rouge
- 1999 : The Miraculous Mandarin
- 2000 : Few Things
- 2002 : (AND)
- 2005 : Chunking
- 2007 : The Porcelain Project